# Centro Gumilla
La Fundación Centro Gumilla es el centro de investigación y acción social de la Compañía de Jesús en Venezuela.

## Historia
Fue fundado en 1968 y es el primero de los CIAS creados en América Latina bajo la inspiración del Prepósito General Pedro Arrupe y la reforma del trabajo de los jesuitas en la región. Otros centros similares son el CINEP (Colombia), Bonó (República Dominicana), FCIAS (Argentina), Ibrades (Brasil), Ceras (Francia), Centros Loyola (Cuba) y el Centro de Acción Social (México). Su primer director fue el padre Manuel Aguirre Elorriaga, S.J., también han sido sus directores: Alberto Micheo, Arturo Sosa Abascal, Pedro Trigo, Francisco José Virtuoso, Jesús María Aguirre, Manuel Zapata y Robert Rodríguez.
De inspiración cristiana, el Centro Gumilla acompañó procesos de organización cooperativistas con campesinos cafetaleros en el estado Lara en la década de los años 1960 y posteriormente trabajó junto a organizaciones sociales de base, combinando el trabajo social con la reflexión política sobre el país. Aún mantiene nexos con el sector campesino, pero en las últimas décadas ha trabajado activamente con sectores suburbanos en las principales capitales del país. El centro acogió la edición de la Revista SIC, que es la revista activa más longeva del país (se publica desde 1938), dedicada al análisis de la economía, la política y la sociedad venezolana. Asimismo, editan la revista Comunicación, que desde 1975 presenta investigaciones sobre comunicación y cultura en Venezuela y América Latina.
Ya para el siglo XXI, el Centro Gumilla edita libros, revistas y folletos, y mantiene además programas de formación en política ciudadana, organización comunitaria y buen gobierno en 8 regiones del país. Han publicado investigaciones de impacto nacional en áreas como la violencia escolar, las valoraciones de la democracia y las organizaciones sociales. También en su seno ha acogido temas como el sindicalismo, la teología de la liberación y los avances en la doctrina social de la Iglesia latinoamericana.
En el centro, que funciona como un think tank, se han dado cita miles de autores y participantes desde colectivos diversos provenientes del mundo académico, profesional y popular. Una de las apuestas del centro es construir alternativas viables de desarrollo sustentable, democracia política y justicia social, desde la perspectiva de las mayorías empobrecidas. Por lo tanto, la mayoría de sus miembros, laicos y religiosos, acompaña procesos formativos y organizativos en sectores populares en Venezuela.